# Exochus albifrons
Exochus albifrons är en stekelart som beskrevs av Cresson 1868. Exochus albifrons ingår i släktet Exochus och familjen brokparasitsteklar. Inga underarter finns listade i Catalogue of Life.